# Йован Дам'янович
Йован Дам'янович (серб. Јован Дамјановић; нар. 4 жовтня 1982, Книн, СФР Югославія) — югославський та сербський футболіст та тренер, виступав на позиції нападника.

## Клубна кар'єра
Розпочав займатися футболом у 9-річному віці в белградському Синджелічі, а потім пройшов до молодіжної академії «Црвена Звезди». Після виступів за молодіжну команду «Црвени Звезди» відправився в оренду до «Сутьєски». На початку 2002 року на півроку перейшов до друголігових «Радничок» (Обреновац). Після цього виступав на найвищому рівні, у Першій лізі Сербії і Чорногорії, за «Рад», «Железнік» та «Борац» (Чачак).
Влітку 2006 року приєднався до команди австрійської Бундесліги «Рід». На початку сезону 2007/08 років забив 450-ий м'яч «Ріда» в Бундеслізі. Провів півтора роки в клубі з однойменного міста й під час зимової перерви сезону 2007/08 років переходить до клубу німецького другого дивізіону «Падерборн 07». Наприкінці сезону «Падерборн» вилетів до нижчому дивізіоні, тому в сезоні 2008/09 років провів у третій лізі Німеччини. Після цього грав за ще одну команду третьої ліги Німеччини, «Веен» (Вісбаден).
З 2011 року знову грав за чачацький «Борац». У березні 2012 року підписав дворічний контракт з мінським «Динамо» (Мінськ). Під час виступів за столичний клуб, у матчі 11 туру чемпіонату Білорусі проти «Нафтана» оформив перший хет-трик у кар'єрі (до цього один раз оформляв покер). У міжсезоння 2012/13 Йован Дам'янович перебрався в оренду до «Динамо» (Берестя). У липні 2013 року після завершення терміну оренди повернувся до Мінська, а в серпні сторони домовилися про розірвання контракту. Незабаром після цього повернувся до Сербії та підписав контракт з ОФК Белград. У футболці клубу з Карабурми провів першу половину сезона, протягом якого забив чотири м'ячі в дев'яти матчах чемпіонату та три поєдинки в кубку. У лютому 2014 року перейшов до друголігового китайського клубу «Хунань Білловз».
Наприкінці серпня 2015 року підписав контракт із клубом сербської Суперліги «Нові Пазар», а в січні 2016 року переїхав у «Вождовац», у складі якого через півсезону завершив кар'єру гравця.

## Кар'єра в збірній
У складі юнацької збірної СР Югославії (U-18) на юнацькому чемпіонаті Європи 2001 року у Фінляндії, де команда посіла четверте місце. На вище вказаному турнірі відзначився трьома голами.
У травні 2011 року отримав перше запрошення до національної збірної Сербії. Головний тренер Владимир Петрович Піжон включив його до списку гравців на товариські матчі проти Південної Кореї та Австралії. У футболці національної збірної дебютував 3 червня 2011 року в Сеулі в поєдинку проти Південної Кореї. Чотири дні по тому також виходив на поле, проти Австралії в Мельбурні, а свій третій та останній матч за національну команду провів 10 серпня 2011 року проти Росії.

## По завершенні кар'єри гравця
У липні 2016 року призначений директором юнацької школи «Вождоваца». Після звільнення Бранка Воїновича у вересні 2018 року призначений тренером «Вождоваца», і залишався на вище вказаній посаді протягом трьох тижнів до прибуття Драгана Аничича. Після цього Йован повернувся на посаду директора юнацької академії, а в серпні 2019 року призначений спортивним директором «Вождоваца». Після звільнення Радомира Коковича в березні 2020 року вдруге в кар'єрі призначений головним тренером «Вождоваца». Перебував на вище вказаній посаді до 12 квітня 2021 року, після чого його звільнили.

## Досягнення

### Клубні
«Динамо» (Мінськ)
- Вища ліга Білорусі
  -  Бронзовий призер (1): 2012